# 扎博克里奇卡
48°19′7″N 29°19′1″E / 48.31861°N 29.31694°E
扎博克里奇卡（烏克蘭語：Жабокричка），是烏克蘭的村落，位於該國西南部文尼察州，由海辛區負責管轄，始建於1500年，面積2.46平方公里，2001年人口618，人口密度每平方公里251.22人。